# Petra Mede
Petra Maria Mede (7 de març de 1970) és una còmica, ballarina, actriu i presentadora de televisió sueca. Mede és coneguda pels seus diversos papers en programes còmics i com a presentadora de televisió, i és coneguda fora de Suècia sobretot per haver participat al Festival de la Cançó d'Eurovisió el 2013 i 2016, així com per ser coamfitriona dels grans èxits del Festival d'Eurovisió el 2015. Va ser elegida també per participar al Festival de la Cançó d'Eurovisió per tercera vegada el 2024.

## Primers anys de vida
Petra Maria Mede va néixer a Estocolm a Ulla Elisabet (nascuda com a Linnander; 1940–) i l'empresari Klas Hakan Mede (1939–), però es va criar a Partille, prop de Göteborg. Té una germana petita anomenada Anne Mede Ageling. Es va graduar en Filosofia i en llengua francesa.

## Trajectòria

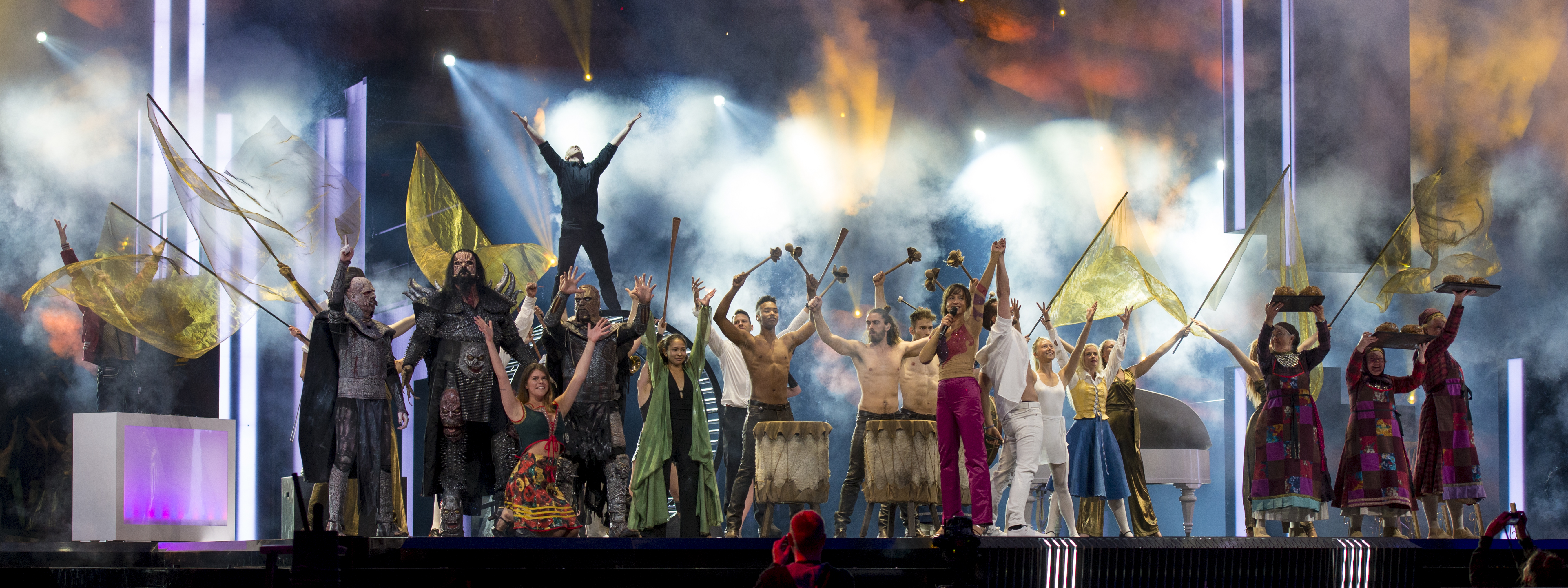
Mede i Måns Zelmerlöw interpretant "Love Love Peace Peace" a la final del Festival de la Cançó d'Eurovisió 2016.

Mede va començar com a ballarina a Balettakademen, però la seva carrera es va veure truncada per una lesió a l'esquena a 20 anys. Va treballar breument com a corista de Céline Dion i després com a guia turística a Estocolm abans de passar a la comèdia a 30 anys, participant en un concurs per a humoristes emergents el 2005.
Mede va començar a sortir a la televisió amb aparicions a Extra! Extra!, Dubbat, Musikmaskinen, Parlamentet i Morgonsoffan. Va rebre un premi a la millor actriu emergent el 2007. El 2008, ella i Anna Maria Granath van escriure el llibre de paròdia Mer självkänsla än du kan hantera (Més autoestima de la que pots manejar). Va participar en els programes de televisió Stockholm Live i Babben and Co.
Va aparèixer al Melodifestivalen 2008 per anunciar les puntuacions de Sundsvall. El 2009, va organitzar el Melodifestivalen 2009, on va ser escollida la candidatura sueca per al Festival de la Cançó d'Eurovisió 2009 i va ser votada com la millor comica de Suècia el mateix any. El 2010, va presentar el seu propi programa, titulat Petra Mede Show a TV3 de Suècia.
Mede treballa habitualment a la televisió SVT des del 2011, on va fer Julvard, l'especial d'Any Nou de l'emissora del 2013, i els Premis Guldbagge el 2011, 2012, 2015, 2016, 2017 i 2018.
El maig de 2013, Mede ser elegida pel Festival de la Cançó d'Eurovisió 2013 a Malmö, a més de realitzar un acte d'interval durant la final; la seva actuació va ser àmpliament aclamada per crítics i periodistes d'Europa. Va ser la primera presentadora en solitari d'Eurovisió en gairebé 20 anys, després de Mary Kennedy el 1995 i la primera presentadora en solitari d'un concurs amb semifinals, només va estar acompanyada per Eric Saade com a amfitrió de la sala verda a la final.
Mede va debutar al cinema el 2014 amb la pel·lícula Medicinen.
El 2015, Mede, juntament amb Graham Norton, va acollir el concert del 60è aniversari d'Eurovisió EBU/BBC enregistrat el 31 de març a l'Eventim Apollo, a Hammersmith, Londres i posteriorment es va emetre a 27 països.
Mede va fer la versió sueca de la pel·lícula Finding Dory del 2016. Va ser copresentadora de la primera sèrie del Melodifestivalen 2016 amb Gina Dirawi a l'Scandinavium de Göteborg. A continuació, Mede va estar al Festival de la Cançó d'Eurovisió 2016 a Estocolm al costat del guanyador de l'any anterior Måns Zelmerlöw, unint-se a Katie Boyle i Jacqueline Joubert com les úniques persones que han organitzat el concurs més d'una vegada.
Mede va interpretar el paper de Katja a la sèrie de Netflix Bonus Family del 2017 i va aparèixer al documental del 2019 Hasse and Tage - En karlekshistoria.
Entre el 2018 i el 2020, Mede va acollir el reality show Stjärnornas stjärna. El 2021 i el 2022, va ser copresentadora de Let's Dance al costat de David Lindgren. Des d'aleshores és la presentadora de Hjulet a TV4.
El 5 de febrer de 2024, es va anunciar que Mede i Malin Akerman presentarien el Festival de la Cançó d'Eurovisió 2024 a Malmö.

## Vida personal
Mede és un políglota ja que parla suec, anglès, espanyol, italià i francès. Juntament amb la seva antiga parella Mattias Günther, té una filla nascuda el 2012. Tanmateix, el 2015, es va confirmar que ella i Günther s'havien separat. El 2022, va donar a llum una altra filla.
Al març del 2024 Mede residia a Bromma, Stockholm.